# Transavia Airlines
Transavia Airlines (ursprünglich Transavia Holland) ist eine niederländische Billigfluggesellschaft mit Sitz in Haarlemmermeer und Basis auf dem Flughafen Amsterdam Schiphol. Sie ist eine Tochtergesellschaft der Air France-KLM.

## Geschichte

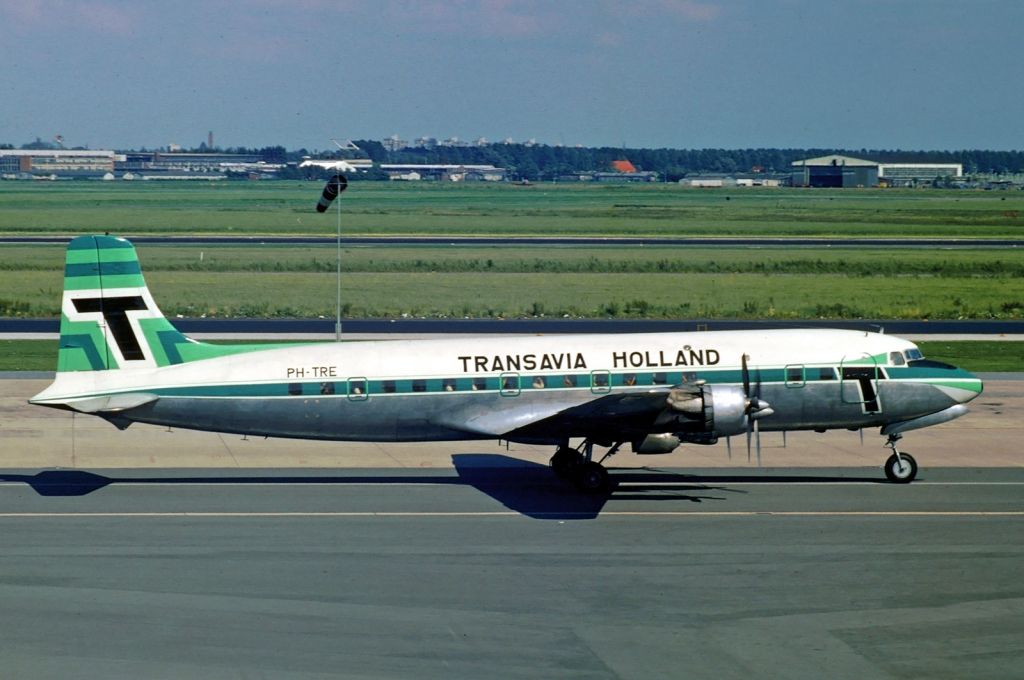
Douglas DC-6A der Transavia Holland im Jahr 1968

Transavia wurde 1965 von einem belgischen Fahrradfabrikanten und einem schottischen Geschäftsmann gegründet. Da die Fluggesellschaft ihren Sitz in der niederländischen Provinz Limburg hatte, nannten sie sie Transavia Limburg N.V. Die Gesellschaft wurde am 15. Juli 1966 in Transavia Holland umbenannt und begann am 17. November 1966 mit dem Flugbetrieb.
Im Jahr 1991 verkaufte P&O Nedlloyd ihren Anteil von 80 % an Transavia Holland an die KLM Royal Dutch Airlines. Im Juni 2003 übernahm KLM die restlichen 20 % und Transavia wurde 2004 im Zuge des Zusammenschlusses von KLM und Air France eine Tochtergesellschaft der Air France-KLM.
Anfang der 2000er-Jahre agierte das Unternehmen unter der Bezeichnung BasiqAir zusätzlich als Billigfluggesellschaft. Die Flüge in diesem Geschäftsfeld werden jedoch seit dem 1. Januar 2005 wieder unter der Marke transavia.com durchgeführt. Am 12. Mai 2007 nahm die Tochtergesellschaft Transavia France ihren Betrieb mit Flügen vom Flughafen Paris-Orly auf.
Die Insolvenz der Fluggesellschaft Sterling Airlines veranlasste Transavia Ende 2008 zur Gründung der Tochtergesellschaft Transavia Denmark mit Sitz und Basis in Kopenhagen. Diese wurde jedoch im April 2011 aufgrund nicht erfüllter Geschäftsziele wieder aufgelöst.
Im März 2016 wurde am Flughafen München eine neue Basis mit vier Boeing 737-800 eröffnet. Zu Beginn wurden 18 europäische Ziele mit 101 Flügen pro Woche angeboten, am Flughafen wurden 120 Arbeitsstellen geschaffen. Als Kompromiss mit den Arbeitnehmern von Air France wurde Frankreich von München aus nicht angeflogen. Bereits mit dem Ende des Sommerflugplans 2017 wurde die Basis am Flughafen München wieder geschlossen, lediglich zwei Verbindungen aus den Niederlanden blieben erhalten.

## Flugziele
Transavia Airlines führt von ihren niederländischen Basen Amsterdam, Eindhoven und Rotterdam sowie von Brüssel aus Linienflüge zu Flugzielen in Europa und einzelnen Zielen in Afrika und Asien durch.
Im deutschsprachigen Raum werden Innsbruck und Salzburg angeflogen.

## Flotte

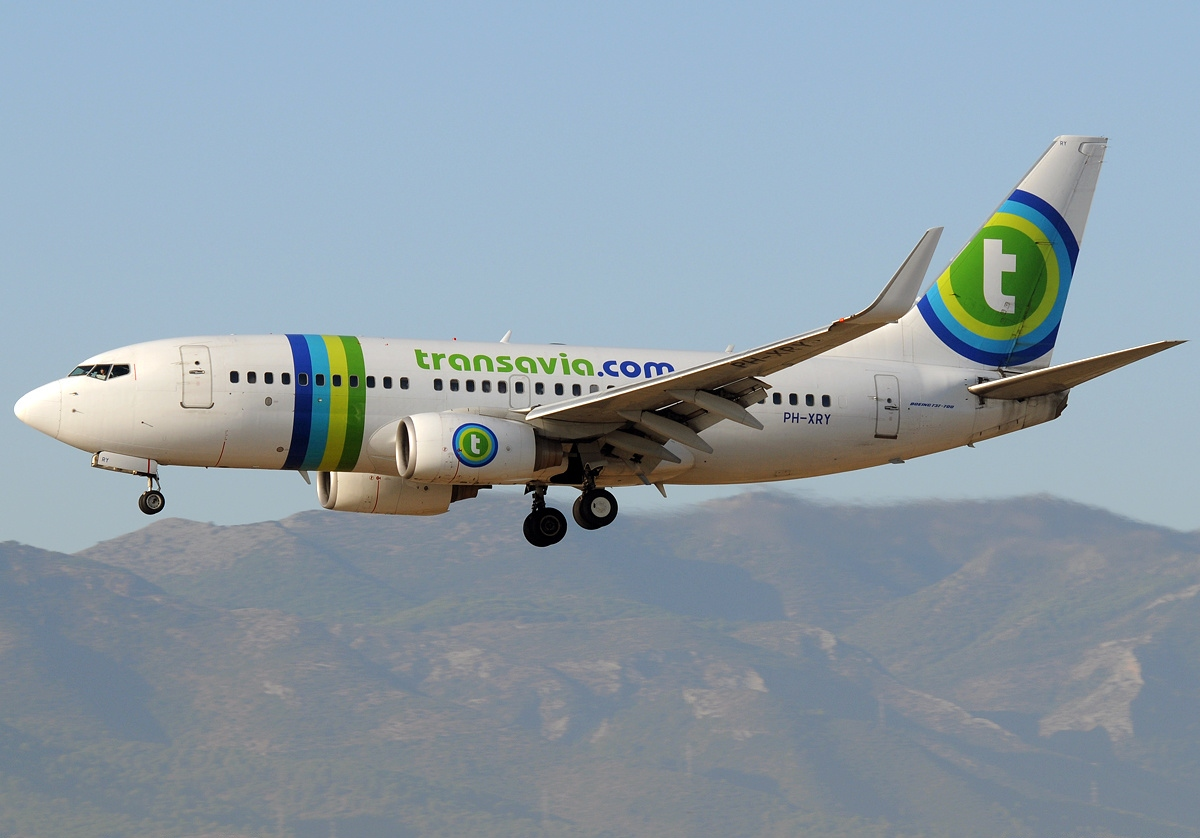
Boeing 737-700 der Transavia im alten Farbschema

### Aktuelle Flotte
Mit Stand April 2025 besteht die Flotte der Transavia aus 53 Flugzeugen mit einem Durchschnittsalter von 12,2 Jahren:
| Flugzeugtyp     | Anzahl | bestellt | Anmerkungen                                                              | Sitzplätze | Durchschnittsalter |
| --------------- | ------ | -------- | ------------------------------------------------------------------------ | ---------- | ------------------ |
| Airbus A320-200 | 04     | 0        | betrieben durch Avion Express                                            | 180        | 15,7 Jahre         |
| Airbus A321neo  | 09     | 04       | Aus Bestellung der Air France-KLM über 100 Flugzeuge der A320neo-Familie | 232        | 00,8 Jahre         |
| Boeing 737-800  | 40     | 0        | mit Winglets ausgestattet; vier inaktiv                                  | 189        | 14,4 Jahre         |
| Gesamt          | 53     | 04       |                                                                          |            | 12,1 Jahre         |

### Aktuelle Sonderbemalungen
| Flugzeugtyp    | Luftfahrzeugkennzeichen | Bemalung                 | Zeitraum           | Bild |
| -------------- | ----------------------- | ------------------------ | ------------------ | ---- |
| Boeing 737-800 | PH-HSI                  | „Peter Pan Vakantieclub“ | seit November 2017 |      |

### Ehemalige Sonderbemalungen
| Flugzeugtyp    | Luftfahrzeugkennzeichen | Bemalung | Zeitraum                                       | Bild |
| -------------- | ----------------------- | -------- | ---------------------------------------------- | --- |
| Boeing 737-800 | PH-HXA                  | „Sunweb“ | April bis Oktober 2023 April bis November 2024 | Bild gesucht Die Wikipedia wünscht sich an dieser Stelle ein Bild. Weitere Infos zum Motiv findest du vielleicht auf der Diskussionsseite . Falls du dabei helfen möchtest, erklärt die Anleitung , wie das geht. |

### Zuvor eingesetzte Flugzeugtypen

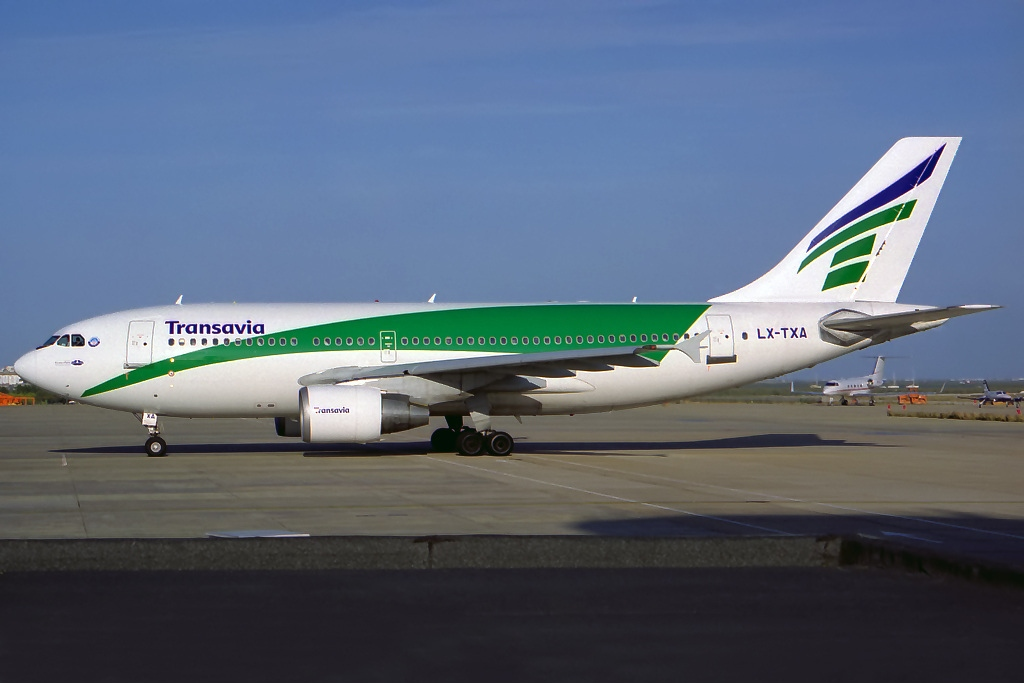
Airbus A310-300 der Transavia im Jahr 1998

In der Vergangenheit wurden unter anderem folgende Flugzeugtypen eingesetzt:
- Airbus A300B2-1C
- Airbus A310-300
- BAe 146-200
- Boeing 707-100B
- Boeing 737-200/300/400/700
- Boeing 757-200/300
- Douglas DC-6A
- Sud Aviation Caravelle III

## Zwischenfälle
Von der Gründung 1965 bis Februar 2024 kam es bei Transavia zu einem einzigen Totalschaden von Flugzeugen, der beim Rollen entstand. Dabei gab es keine Personenschäden.